# Donaciones de Alejandría

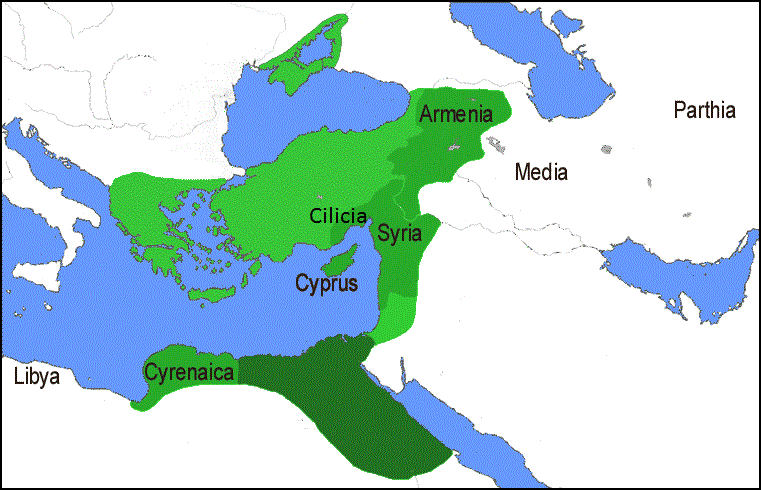
Territorios romanos bajo el gobierno de Marco Antonio no donados por él.
Territorios romanos donados a los hijos de Cleopatra.
Reino original de Cleopatra.

Las Donaciones de Alejandría (34 a. C.) fueron un conjunto de legados por medio de los cuales Marco Antonio distribuía tierras entre los hijos de Cleopatra y proclamaba la ruptura de su matrimonio con Octavia. Las donaciones causaron la ruptura de relaciones de Antonio con Roma y fueron una de las causas de la cuarta guerra civil, la última de las guerras civiles de la República.

## Antecedentes
Antonio se había casado con Cleopatra el año 36 a. C. sin pedir el divorcio de su anterior esposa, Octavia, aunque la bigamia era ilegal en Roma. Con ayuda de los suministros materiales, económicos y militares facilitados por Cleopatra, Antonio invadió Armenia en represalia por la deslealtad de Artavasdes II, aliado de los partos, capturando al rey armenio y conquistando parte de su reino. A su regreso a Alejandría realizó un triunfo por las calles alejandrinas, que fue considerado una burla por los romanos. Al final de este evento, la población entera de la ciudad fue convocada para escuchar una importante declaración política: rodeado por Cleopatra y sus hijos, Antonio proclamó que declaraba disuelta su alianza con Octavio, a la vez que distribuía varios territorios entre los jóvenes.

## Donaciones
- Alejandro Helios fue nombrado rey de Armenia y de Partia (aún por conquistar).
- Cleopatra Selene II obtuvo Cirenaica y Libia, esta última bajo control de Octavio.
- Ptolomeo Filadelfo recibió Siria y Cilicia.
- Cleopatra fue nombrada «Reina de Reyes» y Reina de Egipto, gobernando junto a Cesarión (Ptolomeo XV César, hijo de Cleopatra y de Julio César), éste como corregente y subordinado a su madre.
- Cesarión fue también nombrado «Rey de Reyes» y Rey de Egipto, a la vez que se le proclamaba como el hijo y heredero legítimo de Julio César, mientras que Antonio se erigía en su tutor.

## Consecuencias
Para Octavio, el hecho de que Cesarión hubiera sido anunciado como el hijo legítimo de César y su heredero le inquietó: su poder descansaba en el hecho de ser considerado como el heredero de César por adopción, lo cual le garantizaba el necesario apoyo del pueblo romano y la lealtad de las legiones. En estas condiciones, cuando el triunvirato expiró el último día del año 33 a. C., no fue renovado. Además, consiguió de forma ilegal el testamento de Antonio y lo publicó, dando a conocer que en él no aparecían ni Octavia ni sus hijas, legalmente herederas según el derecho romano.
Poco después el senado romano declaraba la guerra a Cleopatra y a Antonio. Tras la decisiva victoria de Octavio en la batalla de Actium, Cleopatra y Antonio se retiraron a Alejandría; Octavio sitió la ciudad hasta la muerte de ambos. Alejandro Helios, Cleopatra Selene y Ptolemeo Filadelfo desfilaron encadenados en el triunfo militar celebrado en Roma y luego fueron entregados a Octavia, esposa de Marco Antonio, que ya cuidaba de los hijos de anteriores matrimonios de Antonio. Octavio mató a Cesarión y al primogénito, Marco Antonio Antilo, hijo de Fulvia.
Egipto pasó a ser provincia romana y Octavio, a partir de entonces llamado Augusto, se convirtió en el primer emperador romano, manteniendo durante cuarenta años la Pax romana tras un siglo de guerras civiles.